# HGÜ Québec–Neuengland

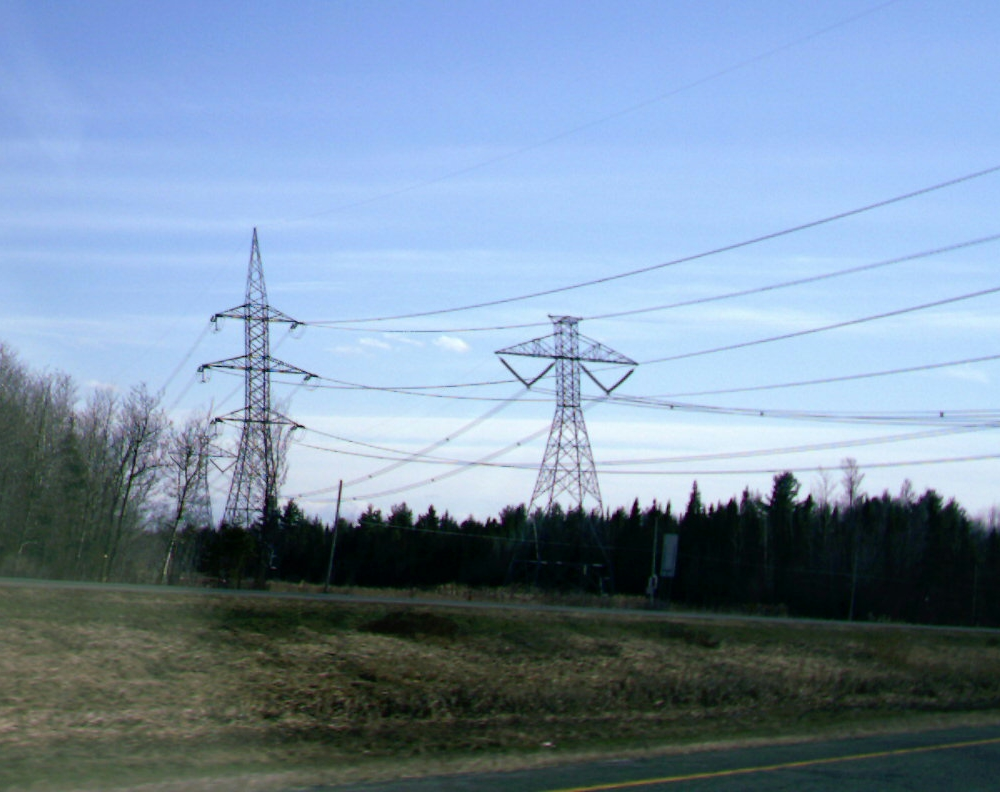
Rechts: Mast der HGÜ Quebec – New England, östlich vom Nicolet Terminal, südlich des Sankt-Lorenz-Stroms

Die HGÜ Quebec–Neuengland ist eine Hochspannungs-Gleichstrom-Übertragungsleitung von Radisson, Québec nach Sandy Pond in Ayer, Massachusetts. Im Gegensatz zu den meisten anderen HGÜ-Anlagen ist sie eine Mehrpunktverbindung. Ursprünglich bestand sie aus dem 172 km langen Abschnitt zwischen Des Cantons in Québec und Comerford Reservoir, New Hampshire, die wegen des asynchronen Betriebes beider Stromnetze als HGÜ ausgeführt werden musste. Diese Leitung ging 1986 in Betrieb und konnte eine maximale Leistung von 690 MW übertragen. Die bipolare Betriebsspannung beträgt ±450 kV.
Es war geplant, die Leitung über die Endpunkte in Des Cantons und Comerford hinaus zu verlängern, um Strom von den Wasserkraftwerken bei La Grande in der Baie-James-Region in das Gebiet von Boston zu übertragen. Aus diesem Grund wurde die Leitung um 1.100 km nach Norden zur Stromrichterstation Radisson und nach Süden zur Stromrichterstation Sandy Pond in Massachusetts verlängert. Die Übertragungsleistung wurde hierbei durch den Ausbau der Stromrichterstationen auf 2 GW erhöht. Die Betriebsspannung blieb unverändert bei ±450 kV. Für den Anschluss des Gebiets um Montreal errichtete man im Jahr 1992 eine weitere Stromrichterstation bei Nicolet mit einer Übertragungsleistung von 2 GW.

## Kreuzung des Sankt-Lorenz-Stromes

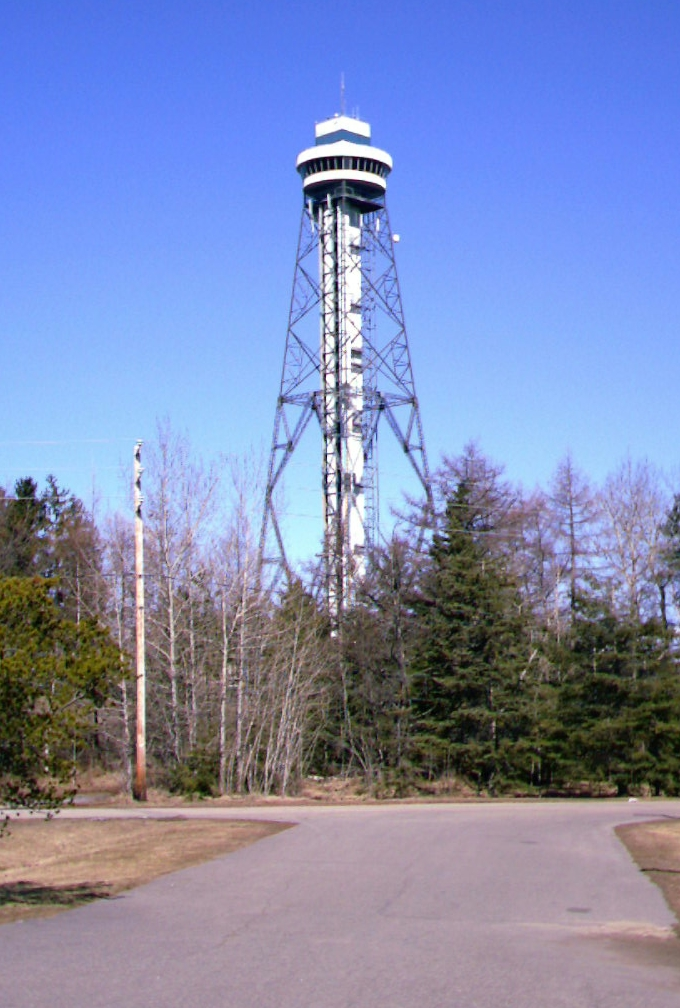
Weiternutzung des Mastes der oberirdischen Sankt-Lorenz-Kreuzung als Aussichtsturm in Shawinigan

Die Kreuzung des Sankt-Lorenz-Stroms ist bemerkenswert, da sie zunächst als Freileitungskreuzung ausgeführt und später durch einen Kabeltunnel ersetzt wurde. Diese ungewöhnliche Vorgehensweise gelangte zur Anwendung, weil nur mit einer Freileitungskreuzung eine termingerechte Inbetriebnahme möglich war, man aber auch die fehlende Akzeptanz der Freileitungskreuzung bei der Bevölkerung von Grondines und Lotbinière fürchtete.
1988 begannen die Bauarbeiten für drei künstliche Inseln im Sankt-Lorenz-Strom, die mit Dämmen zum Festland versehen waren, als Baustelle für die Masten der Freileitungskreuzung. Zwischen Juli 1988 und Frühling 1989 wurden hierfür 20.000 LKW-Ladungen mit einer Gesamtmenge von 400.000 Tonnen transportiert. 1989 errichtete man die fünf Masten der Freileitungskreuzung, was insgesamt fünf Monate dauerte. Die beiden Masten auf jeder Seite der Fahrrinne waren 140 m hoch, um die erforderliche Durchfahrtshöhe sicherzustellen. Die Errichtung dieser Masten erforderte fünf Monate. Ende 1989 war die Freileitungskreuzung fertiggestellt.
Im Frühjahr 1989 begannen die Arbeiten für den 3954 Meter langen Kabeltunnel. Die durchschnittliche Vortriebsrate betrug 27 m pro Tag. Am 26. März 1990 erreichte die Tunnelbohrmaschine die Oberfläche, 8 cm von ihrem Zielpunkt entfernt. Später wurden der Tunnel mit Beton verkleidet und Rinnen für die Kabel montiert. Am 1. November 1990 ging die Leitung mit einer Übertragungsleistung von 1,2 GW in Betrieb, der zum 1. Juli 1991 auf 2,25 GW erhöht wurde. 1992 demontierte man die Freileitungskreuzung einschließlich der Dämme und der künstlichen Inseln. Einer der Masten wurde zum Aufbau des Aussichtsturms der Cite de l'Energie benutzt. Die Kosten für den Abbau betrugen 16 Millionen kanadische Dollar.

## Koordinaten
- Endpunkt Radisson, Quebec : 53° 43′ 30″ N, 77° 44′ 13″ W
- Nördliches Ende des Kabeltunnels unter dem Sankt-Lorenz-Strom: 46° 37′ 32″ N, 72° 0′ 51″ W
- Endpunkt Sandy-Pond in Ayer, Massachusetts: 42° 34′ 13″ N, 71° 31′ 27″ W
- Weiternutzung eines der Hochspannungsmasten als Aussichtsturm in einem Themenpark in  Shawinigan,Québec 46° 32′ 11,9″ N, 72° 45′ 28,1″ W